# 永友春菜
永友 春菜（ながとも はるな、1992年1月1日 - ）は、ウォーク所属の日本のモデル、女優である。宮崎県出身。武藤敬司が旗揚げしたプロレス団体WRESTLE-1の公式サポーター『Cheer♡1』のリーダー。bayfmの「miracle!!」にて水曜日と木曜日にPRECIOUSレポーターを務めている。

## 概要
2013年に「とも」としてモデルデビュー。2013年9月にCheer♡1結成メンバーとして加入し、WRESTLE-1旗揚げ戦より公式サポーターとしてパフォーマンス。
2015年3月10日、格闘技大会「Krush」のラウンドガールとして、新生Krushガールズに選抜。なお当時の新生Krushガールズは3人ともCheer♡1メンバーであった（他メンバーは才木玲佳、柳本絵美）。
2016年7月7日、永友がW-1チームに専念（音楽ライブ活動には基本的に出ない）するとともにW-1チームリーダーに就任することが発表された。
救命戦士シェルブレイブ出演時にアクションを学び、ヒーローショーでもそのまま変身するヒロインを演じている。

## 人物
- 趣味はファッション、映画鑑賞（ポップコーン付き）、音楽、漫画、美容、半身浴、ジム通い[5]。
- 特技は着付け[5]。習っていた日舞をきっかけに着付け一級講師の資格を持つ[5]。三味線も得意。

## 出演

### テレビ
- SUMMER NUDE (2013年、フジテレビ) 7.8.10話 - Giallo Blu 店員役
- 続・最後から二番目の恋 (2014年、フジテレビ) - JMT社員スタッフ役
- 水球ヤンキース (2014年、フジテレビ) 1.2話- コーチ役
- ファーストクラス (2014年、フジテレビ)
- 救命戦士シェルブレイブ (2018年1月6日 - 1月27日、千葉テレビ) - 天竜ミカン/シェルプレアー 役
- 救命戦士シェルブレイブ２（2018年7月7日 - 8月25日、千葉テレビ）- 天竜ミカン/シェルプレアー 役[6]

### ラジオ
- bayfm「miracle!!」水・木PRECIOUSレポーター

### 雑誌
- BLENDA（角川春樹事務所）

### 舞台
- 骸骨ストリッパー 第三回本公演「蛇骸王 -Susanoh No Orochi-」（2016年6月18日 - 21日、武蔵野芸能劇場 小劇場）
- 骸骨ストリッパー 第四回本公演「モノノケ・クリスマス」（2016年12月9日 - 11日、武蔵野芸能劇場 小劇場） - 狸牙子 役
- 劇団SPACE☆TRIP 第12回公演「地球防衛レストラン～緊急事態のフルコース～」（2017年5月12日 - 14日、学芸大学前・千本桜ホール）） - 加賀丈子 役
- ゴブリン串田プロデュース公演 舞台「源’s egg」（2017年7月18日 - 23日、下北沢 楽園） - 平将間 役
- 劇団空感演人「東京 ZOOM」（2017年9月13日 - 18日、両国 エアースタジオ） - 千里 役
- 劇団空感演人「君死にたまふことなかれ」（2017年11月28日 - 12月3日、新井薬師前・中野 ウエストエンドスタジオ） - 絹子 役
- 舞台版「まいっちんぐマチコ先生～こんな世界に誰がした??世直しバック・トゥ・ザ・ティーチャーの巻～」（2018年5月3日 - 6日、築地ブディストホール） - 秋田小町 役
- 劇団SPACE☆TRIP 第14回公演「地球防衛レストラン～地上へ怒りの挑戦状！蘇った地底の記憶～」（2018年12月13日 - 16日、Theater新宿スターフィールド） - 加賀丈子 役
- Girls Rock Theater「DIGITAL HOMUNCULUS」（2019年8月1日 - 4日、渋谷GUILTY） - ファースト 役
- 劇団SPACE☆TRIP 第15回公演「地球防衛レストラン最終章～皆仲良く 伝統の味を～」（2019年11月1日 - 4日、千本桜ホール） - 加賀丈子 役
- キミに贈る朗読会『サトラレ～the reading～』（2021年2月13日 - 14日、MsmileBOX 渋谷）
- キミに贈る朗読会「サトラレ〜the reading〜」（2021年4月10日 - 11日、MsmileBOX 渋谷[7]）
- 菅野臣太朗演劇倶楽部 2024年 本公演『その龍は、彼の中で舞い私の中で眠る』（2024年10月1日 - 6日〈予定〉、シアターグリーン BASE THEATER）[8]

### イベント
- 「Cheer♡1（チアワン）」WRESTLE-1オープニングアクト（ダンスパフォーマンス）（2013年～）
- 「WRESTLE-1冬フェス（仮）2017」（2017年12月23日、大久保・GENスポーツパレス内 WRESTLE-1道場）